# Visite académique
La visite académique, en anglais « academic detailing », « educational outreach visits » (EOVs), « university-based educational detailing » ou « educational visiting », est une méthode de développement professionnel continu et de sensibilisation des pharmaciens, infirmières et médecins prescripteurs, par la visite de formateurs sur le terrain (en anglais également educational outreach ou medical outreach), à ne pas confondre avec la démarche commerciale des délégués médicaux, visiteurs médicaux, ou représentants médicaux (au Canada).